# شوح دولافي
شوح دولافي (الاسم العلمي:Abies delavayi) هو نوع من النباتات يتبع جنس الشوح من الفصيلة الصنوبرية.